# Рюмин, Александр Алексеевич
Александр Алексеевич Рюмин (род. 1 июня 1944 года) — советский и российский художник, член-корреспондент Российской академии художеств (2007).  Заслуженный художник РСФСР (1987).

## Биография
Родился 1 июня 1944 года, живёт и работает в Москве.
В 1968 году — окончил Московский полиграфический институт, руководитель дипломной работы М. П. Митурич-Хлебников.
С 1978 года — член Московского Союза художников.
С 1995 года — член Европейского общества культуры (SEC, Венеция).
В 2007 году — избран членом-корреспондентом Российской академии художеств от Отделения дизайна.

## Творческая деятельность
Основные проекты и произведения
- дизайн-оформление журнала «Наше наследие» (1987—2016) (журнал издавался вплоть до 2018 года);
- Федор Достоевский. Бесы. Графический дизайн рекламы спектакля Академического Малого драматического театра — Театра Европы. (Брауншвейг (Германия) — Санкт-Петербург (Россия), 1991 г. Литературно-мемориальный музей Ф. М. Достоевского.);
- В ветвях твоих рук. Авторская книга (1991 г. Музей авторской книги Государственной библиотеки иностранной литературы имени М. И. Рудомино;
- La Maison Igoumnov. Residence de L,Ambassadeur de France a Moscou. Дом Игумнова. Резиденция посла Франции в Москве. (Париж: Издание общества «Друзья Дома Игумнова» при участии издательств «Фламмарион» и «Авангард» (Франция), 1993 г.);
- Серебряный век в фотографиях А. П. Боткиной. (Москва: Наше наследие, 1998 г.);
- Дмитрий Швидковский. Чарлз Камерон при дворе Екатерины II. (Москва: Наше наследие, 2001 г.);
- Миша Брусиловский. Мир художника. Автор-составитель и дизайнер Александр Рюмин. (Екатеринбург, Москва: Издание Уральского Золотого Фонда и журнала «Наше наследие», 2002 г. Библиотека музея TATE MODERN (Лондон) и королевская библиотека Букингемского дворца.);
- Художники БДТ. (Издание Большого Драматического Театра, Санкт-Петербург, 2006 г.);
- Эдуард Кочергин. Сценография. (Издательство Ивана Лимбаха, Санкт-Петербург, 2006 г.);
- Круг притяжения. Ретроспективный альбом станковой графики. (1987—2019 гг.). Предисловие Эдуарда Кочергина.

С 1964 года — участник более 60 выставок искусства книги и графики.

## Награды
- Государственная премия Российской Федерации в области литературы и искусства (совместно с В. П. Енишерловым, за 1999 год) — за журнал «Наше наследие»
- Премия Правительства Российской Федерации в области печатных средств массовой информации (в составе группы, за 2007 год)[1]
- Медаль «В память 850-летия Москвы» (1997)
- «Золотая плакетка» в номинации «Самая красивая книга», международная выставка-ярмарка, Москва (1998)
- Серебряная медаль, международная выставка искусства книги (IBA), Лейпциг, Германия (1977)
- Бронзовая медаль, международный конкурс «Самая красивая книга», Лейпциг, Германия (1981)
- Золотая медаль, международная выставка искусства книги (IBA), Лейпциг, Германия (1989)
- Серебряная медаль Российской академии художеств (1996)
- Золотая медаль Российской Академии художеств (2006)